# Cyclophora nigroroseata
Cyclophora nigroroseata là một loài bướm đêm trong họ Geometridae.